# La mano sinistra di Dio (Hoffman)
La mano sinistra di Dio (The Left Hand of God) è il primo romanzo dell'omonima trilogia scritta e ideata dallo scrittore britannico Paul Hoffman e pubblicata nel 2010. In Italia, il libro è apparso l'anno seguente.
Il libro è stato tradotto in molte lingue europee e asiatiche

## Trama
Thomas Cale è cresciuto nel Santuario dei Redentori e non conosce altro al di fuori di questa realtà. La vita è per lui, come per gli altri ragazzi che vi vengono allevati, durissima e improntata a creare guerrieri fanatici che non risparmieranno nulla al momento di combattere. Eppure anche in questo clima di terrore, dove la morte e la pazzia sono di casa, si può resistere, imparando l'autocontrollo assoluto e l'arte della dissimulazione del pensiero. Cale è bravissimo in queste abilità ed è abituato a mentire, come a non fidarsi di nessuno.
Una sera, su istigazione di Kleist (altro ragazzo molto avanti con l'arte del tiro con l'arco) Cale e Henri il Vago si imbarcano in una illecita impresa: vogliono cercare del cibo buono. Ma l'avventura assume presto una luce imprevista: si accorgono che nel Santuario ci sono delle ragazze, loro coetanee, e mangiano ogni prelibatezza. Nel seguire queste strane creature (i ragazzi sono stati bombardati per anni con il concetto che la donna è perdizione), Cale incappa in un Redentore, Picarbo, che sta vivisezionando una fanciulla. Non ha esitazioni; manda Picarbo all'altro mondo con una pugnalata, e libera la seconda ragazza prigioniera del mostro, dato che la prima è spirata. Quindi, con la nuova compagna, raggiunge Kleist e Henri.
I quattro fuggono dal Santuario in modo farraginoso e dopo essersi tenuti nascosti per una notte. Poi, con molta pena, si recano a Memphis, città che rappresenta il peccato in tutte le sue forme (così avevano appreso fino a quel giorno). Durante la loro complicata fuga , poiché sono troppo spesso in disaccordo oppure separati dalle circostanze, recano un aiuto prezioso a un alto personaggio di Memphis, Lord Vipond e conoscono un tale di nome IdrisPukke, insolito personaggio, in apparenza sempre alla mercé di qualche vendetta. Il loro ingresso in città avviene per i buoni uffici di Vipond, ma non è loro risparmiata la prigione, anche se, a confronto del Santuario, questa è più che umana. Riba, la ragazza è separata da loro e affidata a una gentildonna.
Finalmente Vipond trova per loro una sistemazione come guardie della figlia del Maresciallo di Memphis: Arbell Ferrazzi detta Collo di cigno. Nel tempo seguente, Cale, che ha suscitato la legittima curiosità di Vipond, cade in varie trappole, dalle quali esce sempre vittorioso. Ha uno scontro con Conn Ferrazzi, cugino di Arbell e probabile beniamino del maresciallo; lo sconfigge, ma uccide anche numerosi soldati, questo con due soli pugnali corti. In seguito è costretto a combattere allo stadio contro Solomon Solomon e quando questi gli chiede grazia della vita in cambio di un ricco premio, Cale si offende perché vede sovvertite le regole del combattimento. Perciò uccide l'avversario che alla città era molto utile.
Ormai è chiaro che Cale ha poteri sconosciuti ed è pieno di nemici. Arbell Ferrazzi è molto attratta da lui e ne fa il suo amante, specie dopo che Cale era intervenuto per aiutare Simon, fratello sordomuto della ragazza. Ma Cale e i suoi compagni comprendono che si dovrebbero allontanare al più presto, quando arriva la notizia che i Redentori hanno attaccato la vicina cittadina di York e hanno sfondato le mura gettando massi lanciati da strane macchine non ancora conosciute. La città è molto sorpresa perché i Redentori combattono in tonaca e dovrebbero essere facili da sconfiggere, mentre loro, i Ferrazzi, convenuti da tutto il regno, indossano armature che pesano e proteggono moltissimo.
D'improvviso i tre ragazzi divengono fonti basilari per respingere un attacco dei Redentori, che del resto non sembra motivato, ma si rivela inevitabile. Cale collabora e spiega come i Redentori si preparassero a una guerra. Eppure, al momento dello scontro, in grande inferiorità numerica e bellica, nonché con un terreno di gran lunga peggiore, i Redentori danno ai Ferrazzi una batosta inusitata, quanto mortale e sanguinosa: trascinati dai loro cavalli che non hanno spazio di manovra per il grande affollamento, i Ferrazzi diventano grandi cumuli di morti e morituri, mentre i Redentori, con tenacia e odio, non smettono di ammazzare a sangue freddo.
Durante l'immane scontro, Cale è con Arbell e gli amici, ma cede alla richiesta della ragazza di cercare il fratello Simon. Così si immerge dove massimo è il turbine e invece che trovare Simon, si imbatte in Conn Ferrazzi e riesce a estrarlo da un cumulo di cadaveri, anche se non avrebbe mai voluto fare questo per il suo avversario in città. Il ricongiungimento con gli altri è molto strano: ancora una volta prigioniero, Cale viene messo al cospetto del maresciallo e, sorpresa, del Redentore Bosco che, avendo vinto e piegato la città, è in condizione di dettare le sue volontà senza opposizioni. E Bosco dichiara che vuole Cale. Lo fa accomodare dietro un paravento e gli mostra come Arbell, per quanto innamorata di lui, non esiti a sacrificarlo per il bene della città e di tante vite.
Con il cuore gonfio di odio, per Bosco, per Arbell e per tutta la vita, Cale deve prendere atto che il suo posto è al Santuario, ma non comprende (e nessun altro lo può capire) perché mai sia scoppiata una guerra tanto sanguinosa solo per lui: in fondo, il Maresciallo continuerà a governare Memphis, solo come vassallo dei Redentori, certo, ma sicuramente nessuno gli ha chiesto di cedere la città. Il ritorno di Cale con il suo antico maestro è un amaro viaggio dove non si trovano le risposte a tutto questo. Cale però apprende che, nella giovinezza, Bosco aveva avuto tre visioni della Madre del Redentore Impiccato, alla fine delle quali gli era stato imposto di attendere l'arrivo di un bambino specialissimo: lui.

## Personaggi
Ragazzi del Santuario
- Thomas Cale, ragazzo di quattordici (o forse quindici) anni, protagonista della storia e accolito personale del Redentore Bosco.
- Henri il Vago, coetaneo e amico di Cale, ha il dono di essere sempre sfuggente nei discorsi e nel non dare mai risposte precise.
- Kleist, altro amico di Cale, non come però Henri: è molto dotato di forza e destrezza con gli attrezzi, è già istruttore di tiro con l'arco.
- Dominic Savio, altro ragazzo, uno spione. Cale si serve di questo nome quando gli è utile.
- Riba, ragazza che si prepara a diventare una sposa e che, per le sue vicende, condivide le avventure di Cale, Henri e Kleist.

Redentori
- Bosco, ha il titolo di Signore Militante. Cale è praticamente al suo servizio, del quale è ricompensato con continue percosse.
- Picarbo, ha il titolo di Signore della Disciplina; molto temuto.
- Gil, ha il titolo di Maestro d'Armi, sostanzialmente ruvido ma non sadico o deviato.

Abitanti di Memphis
- Lord Leopold Vipon, principale consigliere del doge della città.
- IdrisPukke, bizzarro personaggio molto colto e generoso, sempre nei guai. È il fratellastro di Vipond.
- Conn Ferrazzi, sedici anni, il più brillante giovane della classe dirigente della città: atleta e combattente dal fisico bellissimo, biondo e superbo, innamorato della cugina Arbell.
- Arbell Ferrazzi detta Collo di cigno, figlia del maresciallo Ferrazzi (o doge).
- Simon Ferrazzi, fratello sordomuto di Arbell, trascurato perché ritenuto anche idiota.
- Maresciallo Ferrazzi, padre di Arbell e zio di Conn, si lascia guidare (ma non sempre) da Vipond.
- Solomon Solomon, ricco mercante di Memphis.
- Kitty la Lepre, personaggio tanto potente quanto misterioso: nessuno lo ha mai visto ma tiene le fila dell'intera malavita di Memphis.

Gruppi
- Redentori, fanatici appartenenti alla religione del Redentore impiccato; hanno poteri assoluti nel Santuario e anche in un vasto regno. Vestiti poveramente e incorruttibili col denaro, sono terribili in battaglia. Oltre al Redentore Impiccato e alla sua famiglia, venerano un'infinità di santi, morti per la fede e sono in guerra perenne contro gli Antagonisti.
- Accoliti, i ragazzi che vengono cresciuti nel Santuario dall'età di cinque anni fino ai vent'anni, quando andranno a formare le milizie dell'esercito dei Redentori. La loro vita è durissima: sono vietate le amicizie, si mangia poco e il cibo è insano, le punizioni sono così brutali e sadiche che un accolito potrebbe morire o impazzire in qualsiasi momento. Eppuure la maggioranza di loro raggiunge l'età per combattere e impara a sopravvivere in questo inferno.
- Antagonisti, adoratori del Redentore Impiccato, di cui però danno una lettura tutta differente: è molto misericordioso e insegna a perdonare. Sono divisi in una quantità di piccole sette e non prestano attenzione ai santi. Ritengono che la salvezza sia predestinata e non la si raggiunga con le azioni.
- Ferrazzi, classe dirigente di Memphis, è costituita da giovani molto brillanti nello sviluppo delle capacità neuromuscolari del corpo e sanno compiere azioni molto complesse nei combattimenti. Per il resto, sono ragazzi viziati, non attaccati al denaro e agli oggetti preziosi che posseggono in grande abbondanza. Sono chiamati anche Mond.
- Laconi, forza militare mercenaria. In questo libro sono presenti solo come guardie del corpo di Kitty la Lepre.

## Edizioni in italiano
- Paul Hoffman; La mano sinistra di Dio: romanzo, traduzione di Paolo Scopacasa, Nord, Milano 2010
- Paul Hoffman; La mano sinistra di Dio: romanzo, traduzione di Paolo Scopacasa, TEA, Milano 2011
- Paul Hoffman; La mano sinistra di Dio: traduzione di Alessandro Storti, TEA, Milano 2014-2016
- Paul Hoffman; La mano sinistra di Dio: romanzo, traduzione di Paolo Scopacasa, TEA, Milano 2014
- Paul Hoffman, La trilogia della mano sinistra di Dio, TEA, Milano 2019